# Tokaido Šinkansen
Tokaido Šinkansen (japonsko 東海道新幹線, latinizirano: Tōkaidō Shinkansen, dob. 'Pot ob vzhodni obali, nova glavna linija') je železniška proga za hitre vlake omrežja Šinkansen na Japonskem, ki poteka v dolžini 515,4 km med mestoma Tokio in Osaka. Nadaljuje se s progo Sanjo Šinkansen do Fukuoke na zahodu, s katero tvori pomemben element potniškega prometa skozi pas Taihejo, največji megalopolis na svetu. Proga Tokaido povezuje štiri največja japonska mesta, poleg Tokia in Osake še Jokohamo in Nagojo, ter nekatera druga pomembnejša mesta, med njimi staro prestolnico Kjoto. Do 50. obletnice otvoritve leta 2014 je prepeljala 5,6 milijarde potnikov in imela 420.000 potnikov dnevno, s čimer je najprometnejša hitra proga na svetu. Z njo upravlja Železniško podjetje osrednje Japonske (angleško Central Japan Railway Company, okrajšano JR Central). Ime »Tokaido« je prevzeto po stari imperialni poti od Tokia do Kjota, ki je že v obdobju Edo povezovala najbolj naseljena območja Japonske.
Proga je bila odprta 1. oktobra 1964 kot prva namenska proga za hitre vlake na svetu. Vlaki serije 0, takrat vrhunec tehnike, so vozili z najvišjo hitrostjo 210 km/h in opravili pot od Tokia do Osake v štirih urah, skoraj pol manj od časa, ki ga je za pot porabil vlak na redni progi, ki je bila takrat že na meji zmogljivosti. Tokaido Šinkansen je podvojil zmogljivost železniške povezave na tej relaciji in kljub višji ceni vozovnic je povpraševanje upravičilo stroške izgradnje. Takratni operater, državno podjetje Japonske narodne železnice, je bil leta 1987 privatiziran in razdeljen na sedem podjetij. Progo je prevzelo podjetje JR Central, odgovorno za železniški promet v osrednji regiji Čubu, in že naslednje leto začelo z razvojem novih vlakov, ki bi dosegli hitrost 270 km/h in skrajšali čas potovanja na dve uri in pol. To so dosegli z vlaki serije 700 leta 1999, ko so bili dokončno upokojeni prvotni vlaki serije 0. Trenutno na progi vozijo izključno vlaki nadgrajenih serij N700A in N700S z najvišjo hitrostjo 285 km/h.

## Povezave
Po progi potekajo tri povezave, od najpočasnejše proti najhitrejši: Hikari, Kodama in Nozomi. Razlika v potovalnem času nastane zaradi števila postaj, na katerih vlaki ustavljajo. Pot od Tokia do Osake s povezavo Nozomi traja približno dve uri in pol, z najpočasnejšo, Kodama, pa približno štiri ure. Na povezavah Hikari in Kodama vozita po dva vlaka v vsako smer vsako uro, na povezavi Nozomi pa štirje, z dodatnimi vlaki ob prometnih konicah.

### Postaje
Legenda:
| ●  | Vsi vlaki se ustavijo      |
| ▲  | Nekateri vlaki se ustavijo |
| ｜ | Noben vlak se ne ustavi    |

| Postaja                                                      | Postaja  | Razdalja od Tokia (km) | Povezava | Povezava | Povezava | Lokacija            | Lokacija            |
| Slovensko                                                    | Japonsko | Razdalja od Tokia (km) | Nozomi   | Hikari   | Kodama   | Lokacija            | Lokacija            |
| ------------------------------------------------------------ | -------- | ---------------------- | -------- | -------- | -------- | ------------------- | ------------------- |
| Slovensko                                                    | Japonsko | Razdalja od Tokia (km) |          |          |          | Lokacija            | Lokacija            |
| Tokio                                                        | 東京     | 0,0                    | ●        | ●        | ●        | Čijoda              | Tokio               |
| Šinagava                                                     | 品川     | 6,8                    | ●        | ●        | ●        | Minato              | Tokio               |
| Šin-Jokohama                                                 | 新横浜   | 25,5                   | ●        | ●        | ●        | Kohoku-ku, Jokohama | Prefektura Kanagava |
| Odavara                                                      | 小田原   | 76,7                   | ｜       | ▲        | ●        | Odavara             | Prefektura Kanagava |
| Atami                                                        | 熱海     | 95,4                   | ｜       | ▲        | ●        | Atami               | Prefektura Šizuoka  |
| Mišima                                                       | 三島     | 111,3                  | ｜       | ▲        | ●        | Mišima              | Prefektura Šizuoka  |
| Šin-Fudži                                                    | 新富士   | 135,0                  | ｜       | ｜       | ●        | Fudži               | Prefektura Šizuoka  |
| Šizuoka                                                      | 静岡     | 167,4                  | ｜       | ▲        | ●        | Aoi-ku, Šizuoka     | Prefektura Šizuoka  |
| Kakegava                                                     | 掛川     | 211,3                  | ｜       | ｜       | ●        | Kakegava            | Prefektura Šizuoka  |
| Hamamacu                                                     | 浜松     | 238,9                  | ｜       | ▲        | ●        | Čuo-ku, Hamamacu    | Prefektura Šizuoka  |
| Tojohaši                                                     | 豊橋     | 274,2                  | ｜       | ▲        | ●        | Tojohaši            | Prefektura Aiči     |
| Mikava-Andžo                                                 | 三河安城 | 312,8                  | ｜       | ｜       | ●        | Andžo               | Prefektura Aiči     |
| Nagoja                                                       | 名古屋   | 342,0                  | ●        | ●        | ●        | Nakamura-ku, Nagoja | Prefektura Aiči     |
| Gifu-Hašima                                                  | 岐阜羽島 | 367,1                  | ｜       | ▲        | ●        | Hašima              | Prefektura Gifu     |
| Maibara                                                      | 米原     | 408,2                  | ｜       | ▲        | ●        | Maibara             | Prefektura Šiga     |
| Kjoto                                                        | 京都     | 476,3                  | ●        | ●        | ●        | Šimogjo-ku, Kjoto   | Prefektura Kjoto    |
| Šin-Osaka                                                    | 新大阪   | 515,4                  | ●        | ●        | ●        | Jodogava-ku, Osaka  | Prefektura Osaka    |
| ↓ Povezava proti postaji Hakata prek proge Sanjo Šinkansen ↓ |          |                        |          |          |          |                     |                     |